# John William Ashe
Pour les articles homonymes, voir John Ashe et Ashe.
John William Ashe, né le 20 août 1954 à Saint John's (Antigua-et-Barbuda) et mort le 22 juin 2016 à Dobbs Ferry (État de New York), est un diplomate antiguais.

## Biographie
Le 14 juin 2013, John William Ashe est élu par acclamation président de la 68e session de l'Assemblée générale des Nations unies, qui s'ouvre le 17 septembre suivant.
Le 6 octobre 2015, il est interpellé par les autorités américaines, qui l'accusent d'avoir accepté plus d'un million de dollars de pots-de-vin en contrepartie de son aide à la réalisation de projets immobiliers.
John William Ashe meurt le 22 juin 2016 à l'âge de 61 ans. Selon le bureau des médecins légistes du Comté de Westchester, il est mort d'asphyxie et d'une fracture du larynx dues à la chute d'une barre de musculation alors qu'il faisait des exercices.

### Vie privée
John William Ashe est marié à Anilla Cherian et a deux enfants.